# سفید پوستان آمریکای لاتین
سفید پوستان آمریکای لاتین یا آمریکای لاتین اروپایی گاهی اوقات اروپایی لاتینی آمریکایی های لاتین اروپایی تبار هستند. 
نوادگان مستقیم مهاجران اروپایی که در دوره‌های استعماری و پس از استعمار به آمریکایی رسیدند را می‌توان در سرتاسر آمریکای لاتین یافت.اکثر مهاجرانی که در پنج قرن گذشته در این منطقه سکنی گزیدند، اسپانیایی و پرتغالی بودند.  پس از استقلال، پرشمارترین مهاجران غیر ایبری فرانسه، ایتالیایی و آلمانی بودند و پس از آن سایر اروپایی ها و همچنین  آسیای غربیها (مانند شام عرب و ارمنی) بخش اعظم جمعیت بودند.
بر اساس برخی منابع  سفید پوستان آمریکای لاتین ۳۳ درصد جمعیت آمریکای جنوبی و مرکزی را تشکیل می دهند.